# Mikael Oscarsson
Carl Robert Mikael Oscarsson, född 22 april 1967 i Stora Åby församling, Östergötlands län, är en svensk politiker (kristdemokrat). Han är ordinarie riksdagsledamot sedan 1998, invald för Uppsala läns valkrets.

## Karriär
Vid sidan om sin roll som riksdagsledamot är han även distriktsordförande för Kristdemokraterna i Uppsala län. Bland hans utskottsuppdrag i riksdagen märks främst att han varit ledamot i försvarsutskottet sedan 2010 och att han var ledamot i näringsutskottet åren 2006–2010.
Oscarsson är utbildad gymnasieekonom. Han läste high school i USA.
År 1991 grundade Oscarsson den ideella organisationen Ja till Livet, som han var ordförande för mellan 1991 och 1997. Ja till Livet verkar för att skärpa abortlagstiftningen. Oscarsson är dessutom sedan många år medlem i Livets Ord. Han röstades in i riksdagen genom personval i valet 1998. Ordförandeskapet i Ja till Livet uppmärksammades under 1998, och han ombads avgå som ordförande av dåvarande partiledaren Alf Svensson, vilket han också valde att göra. Han är idag vice ordförande i riksdagsföreningen Forum för familj och människovärde, styrelsemedlem i Svenska Evangeliska Alliansen samt var under sex år ordförande i Almunge IK.
Under sina år i riksdagen har Oscarsson bland annat arbetat för att stärka försvaret och verkat för ökat statligt stödköp från försvarsindustrin och hävdat att Alliansregeringens politik skulle leda till "avveckling av den svenska försvarsindustrin".
Han har profilerat sig i familje- och människorättsfrågor. Han har särskilt engagerat sig i införande av vårdnadsbidrag, avdragsrätt för gåvor till ideella organisationer samt landsbygdsfrågor. Han har varit drivande för att instifta Raoul Wallenbergs dag som en minnesdag. Han började motionera 2001, och 2013 firades dagen för första gången. Han är ordförande i föreningen ”Minnet av Förintelsen” som varje år håller i minnesdagen av Förintelsen i riksdagen.

### Familj
Oscarsson är gift sedan 2020 med Natalie Oscarsson (född Serko) och har fyra barn tillsammans med sin förra fru som avled 2017. Oscarsson är bosatt i Almunge utanför Uppsala. Även hans bror Magnus Oscarsson är riksdagspolitiker för Kristdemokraterna.